# Associació de Mestres Rosa Sensat
L'Associació de Mestres Rosa Sensat és una associació catalana de mestres i educadors que cerquen la qualitat de l'ensenyament i de l'educació en general. És un moviment de renovació pedagògic i, com a tal, treballa a la Federació de Moviments de Renovació Pedagògica de Catalunya. Va néixer l'any 1965 com a Escola de Mestres Rosa Sensat, però no fou fins a l'any 1980 que s'organitzà sota la denominació actual, impulsada per Marta Mata. L'abril de 2010 fou guardonat amb la Creu de Sant Jordi per part de la Generalitat de Catalunya.
Té ofertes de formació per als mestres (són especialment famoses les escoles d'estiu), acull diversos grups de treball, organitza jornades i debats, i té diverses publicacions de reconegut prestigi: Perspectiva escolar, Infància, Infancia, Infància a Europa i Infancia latinoamericana.

## Història
El 29 de setembre de 1965 es va presentar al públic l'Escola de Mestres Rosa Sensat de manera clandestina a Barcelona, tot i que no va ser fins una setmana després, el 4 d'octubre, que es va constituir formalment en una reunió que va tenir lloc en una casa particular. Aquesta iniciativa continuava en certa manera les Escoles d'Estiu (que havien impulsat la Mancomunitat i la Generalitat republicana) i la ja extingida Associació Protectora de l'Ensenyança Catalana. Entre el 1965 i el 1968 una part de les escoles actives que estaven a favor de Rosa Sensat van fundar una agrupació anomenada Coordinació Escolar. Entre el 1971 i el 1973 l'entitat es polititza en consonància amb el context de contestació social contra el règim franquista en auge sobretot per la crisi política i social dels setanta. Entre el 1974 i el 1976 pren una importància cabdal en el moviment dels mestres i professors elaborant les noves propostes pel model de l'escola pública catalana.
Estava pensada per ensenyar a altres mestres més joves ja en exercici que volguessin millorar el seu treball. Els responsables de la iniciativa són Marta Mata amb altres mestres de diverses escoles, mestres amb uns deu anys d'experiència renovadora en petites escoles que anaven contra corrent, i amb el suport d'alguns dels pares d'alumnes i altres persones interessades. Tot això, amb l'ajut dels qui ja tenien més experiència, entre ells alguns dels mestres que havien creat i participat del moviment pedagògic d'abans de la Guerra Civil espanyola: Angeleta Ferrer, Alexandre Galí, Artur Martorell i Pau Vila. El nom és en homenatge a Rosa Sensat i Vila, mestra i pedagoga de principis del segle xx.

### Paper en el panorama educatiu
La història de l'educació a Catalunya reconeix la transcendència que va tenir la fundació d'aquesta institució. Rosa Sensat, com es coneix de manera col·loquial, va iniciar una acció decidida de formació del professorat amb el convenciment que la formació dels mestres era el tema clau per propiciar un canvi en profunditat. Però també cal destacar l'interès per la recuperació de la memòria històrica després dels trasbals de la guerra i la post-guerra, la dignificació de la professió dels mestres, la defensa de l'escola pública, democràtica i catalana i, en una altra dimensió, la política educativa.
El model a seguir va ser l'existent a Catalunya durant el primer terç del segle xx: l'escola d'estiu. En aquella època l'escola d'estiu havia sigut l'instrument més eficaç per a la renovació de l'escola catalana en general i la dignificació de l'escola pública, com a punta de llança d'aquesta renovació. El 1965, des de l'oposició i la clandestinitat, primer de tot va ser una via de presa de consciència de la situació, de les possibilitats existents i dels límits interns i externs, tot enfocat cal a la millora de l'escola.
L'Escola de Mestres Rosa Sensat es va proposar dignificar una professió que demana una àmplia i profunda preparació. Va ser un moment històric molt transcendent per l'educació, per a Catalunya i per a l'estat espanyol. La suplència de Rosa Sensat en la formació del professorat es va exercir també en la formació de formadors. La institució va promocionar i ajudar aquelles persones que destacaven per la qualitat de la seva pràctica o per l'interès de les seves reflexions; els va reunir en seminaris, i els va donar la responsabilitat d'alguns temes que després es concretaven en cursos i materials didàctics.
La tasca de formació de formadors per atendre les necessitats en tots els camps de l'educació es demostra en el fet que el noranta per cent dels participants a la primera escola d'estiu van ser aviat professors o van acceptar tasques de coordinació i d'organització. Aquesta política de formació va fer que en sortissin moltes persones preparades per poder gestionar i dirigir noves escoles i per fer tasques de gestió i ocupar llocs de responsabilitat en temps de la transició i, després, en temps de democràcia.
Cal destacar el caràcter de la formació que s'impartia. No es basava tant en la relació professor-alumne, com en la invitació a un treball conjunt de renovació. L'escola d'estiu i el nucli dels cursos d'hivern permeteren la proliferació d'escoles ben diverses i en barris i poblacions ben diverses, autocoordinant-se i dotant-se d'uns principis de canvi i de continuïtat, en l'antic corrent de l'escola nova o activa, de la valoració del grup-classe, de l'equip de mestres, de la importància de la col·laboració efectiva entre pares i escola.

### ElsCursos de Tarda
L'octubre del 1965, amb l'ambició de recuperar el que s'havia perdut, l'Escola de Mestres Rosa Sensat es proposà fer, en els nou mesos escolars, els Cursos de tarda. Aquesta formació era equivalent a la dels tres cursos dels Estudis Normals de la Mancomunitat de Catalunya.
El pla d'estudis es fonamentava en l'estreta relació entre teoria i pràctica, i en la reflexió sobre la pràctica escolar feta a l'aula. L'objectiu d'aquesta anàlisi era fer aflorar les aportacions dels mateixos mestres com a professionals reflexius i crítics per tal d'ajustar la seva pràctica, completar-la, corregir-la o canviar-la per convicció i amb coneixement de causa.
Més endavant, quan es va aconseguir una escola de mestres renovada ja ubicada en una universitat pública (Escola de Mestres Sant Cugat) es van tancar els cursos de tarda i es concentrà la tasca formadora al voltant de cursos i de les escoles d'estiu.

### LesEscoles d'Estiu
El primer curs de Rosa Sensat va fer possible la recuperació de l'escola d'estiu (juliol del 1966) i durant quinze dies es reproduí el model de les escoles d'estiu de la Mancomunitat dels anys 1914-1923 que duraven un mes. Aquesta primera escola d'estiu posà en contacte a molts mestres de Catalunya, València i Balears.
De Rosa Sensat han pres model els nous moviments de renovació pedagògica comarcals i en Rosa Sensat s'han inspirat molts moviments de renovació d'arreu de l'estat i internacionals. Entre 1966 i 1975 proliferaren Escuelas de Verano, Escolas de Verão, Udaldi Eskolak, Escueles de Branu; i altres escoles d'estiu. Tot això va servir per descobrir i connectar entre si, a més de molts mestres dispersos, els primers grups renovadors com el Grup de Mestres Valencians, el moviment de la ikastola al País Basc, l'organització de mestres Acción Educativa i algunes escoles de Madrid com el Colegio Estudio, o la primera escola gallega, Rosalía de Castro.
Parlar d'escoles d'estiu no és parlar de cap superestructura, sinó d'un conjunt de grups de treball que aportaven la seva experiència renovadora de maneres molt diverses: seminaris, cursets, ponències, taules rodones, etc. Senzillament una trobada entre mestres i concepcions i pràctiques pedagògiques diferents. I es tractaven temes com el valor educatiu de la llengua viva, l'activitat en l'escola, l'expressió com a mitjà d'educació, la importància dels més petits, la matemàtica nova, el folklore i la llengua escrites, el treball en equip, la gramàtica estructural i la generativa, la sociologia, la biblioteca escolar, etc.
En un altre àmbit d'actuacions, l'any 1974, el col·lectiu de Rosa Sensat impulsà la creació de la revista Perspectiva escolar, una revista de prestigi que encara es continua publicant en l'actualitat.

### Redefinició del futur de l'escola
El 1975 la informació de l'escola d'estiu es donava a doble pàgina en la premsa. S'intuïa el final de la dictadura i, per aquest motiu, l'estiu del 1975 va estar ple de l'esperança d'un canvi que ja no podia trigar a arribar. El col·lectiu d'educadors que es reuniren en diferents poblacions aquell estiu, discutint la seva visió de l'escola pública i propugnant alternatives per recuperar-la, intentaven recuperar i definir la futura política educativa. Era necessari definir la nova escola en el marc d'aquest canvi.
En aquesta 10a escola d'estiu es realitzà la declaració Per una Nova Escola Pública. Amb aquests i altres documents posteriors acaba una etapa i en comença una altra d'implantació de l'escola pública. La restauració de la democràcia i la normalització de molts aspectes de la societat catalana i espanyola marcarien positivament el panorama educatiu en general, i el de Rosa Sensat en concret.
A la tardor de 2009 l'entitat rebé el reconeixement de la Generalitat com a entitat "destacada en la seva defensa de la infància" i un any següent va rebre la Creu de Sant Jordi. Actualment també col·labora en diversos projectes europeus i edita llibres i revistes: Infància, Infancia, Infància Europa (en català i castellà), Infancia latinoamericana i Perspectiva escolar.
Anualment, l'Associació de Mestres Rosa Sensat atorga el Premi i Guardó Marta Mata, per tal de reconèixer el treball ha permès conèixer des del seu inici a mestres i equips de mestres que fan un treball innovador, coherent i que pot contribuir a ser una font d'inspiració i de reflexió per a altres mestres. Els premis s'organitzen amb la col·laboració de la Fundació Artur Martorell, el Departament d'Ensenyament de la Generalitat de Catalunya, la Diputació de Barcelona i l'Institut d'Educació de l'Ajuntament de Barcelona.

## Premis i reconeixements
- Creu de Sant Jordi 2010
- Premi Catalunya d'Educació 2009 a l'Escola d'Estiu.
- Reconeixement d'infància 2009, del Departament d'Acció Social i Ciutadania.
- Premi Crítica de Serra d'Or 1998.
- Premi Pablo Iglesias, 1990